# Pedicularis parryi
Pedicularis parryi är en snyltrotsväxtart som beskrevs av Samuel Frederick Gray. Pedicularis parryi ingår i släktet spiror, och familjen snyltrotsväxter.

## Underarter
Arten delas in i följande underarter:
- P. p. mogollonica
- P. p. parryi
- P. p. purpurea

## Bildgalleri

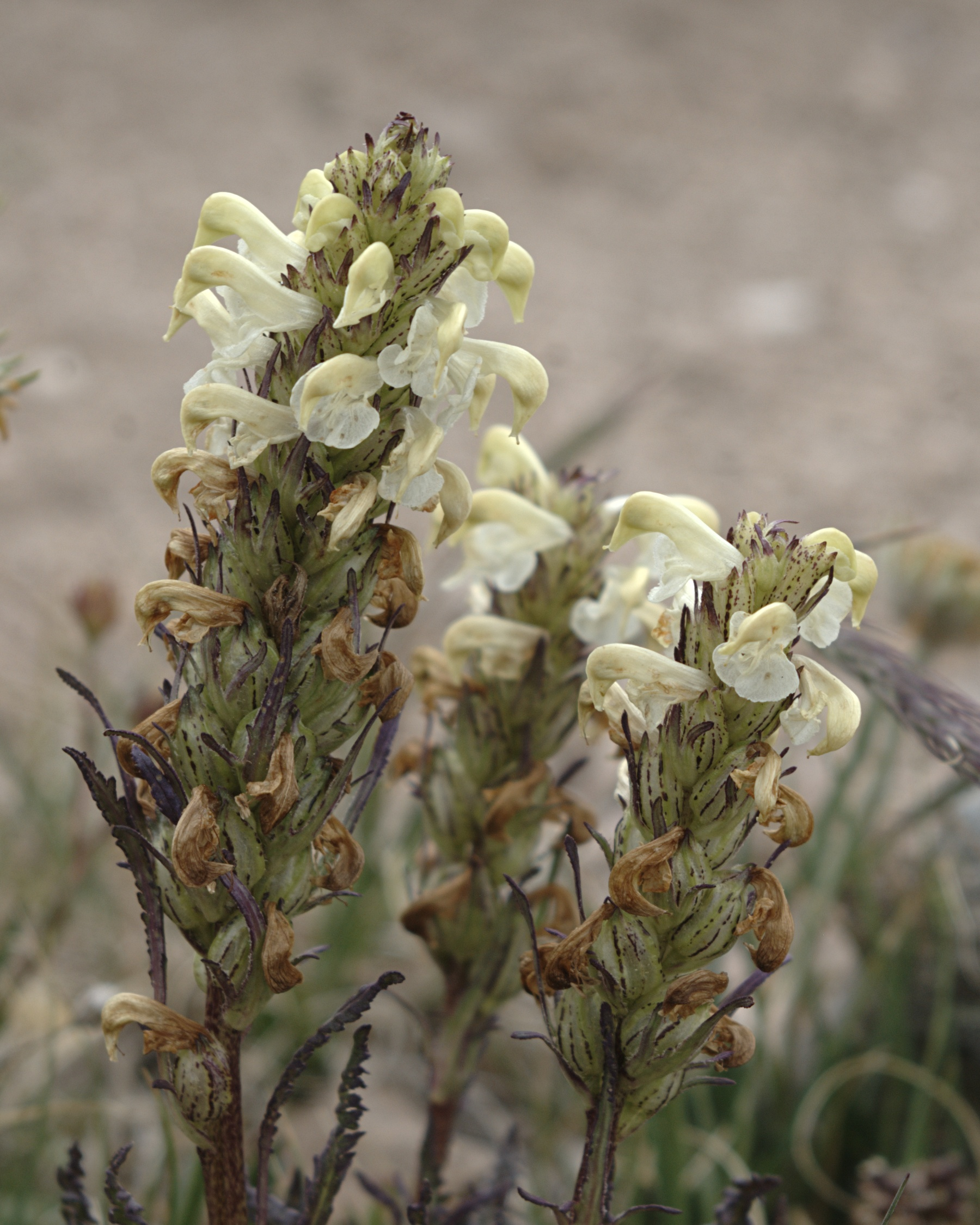
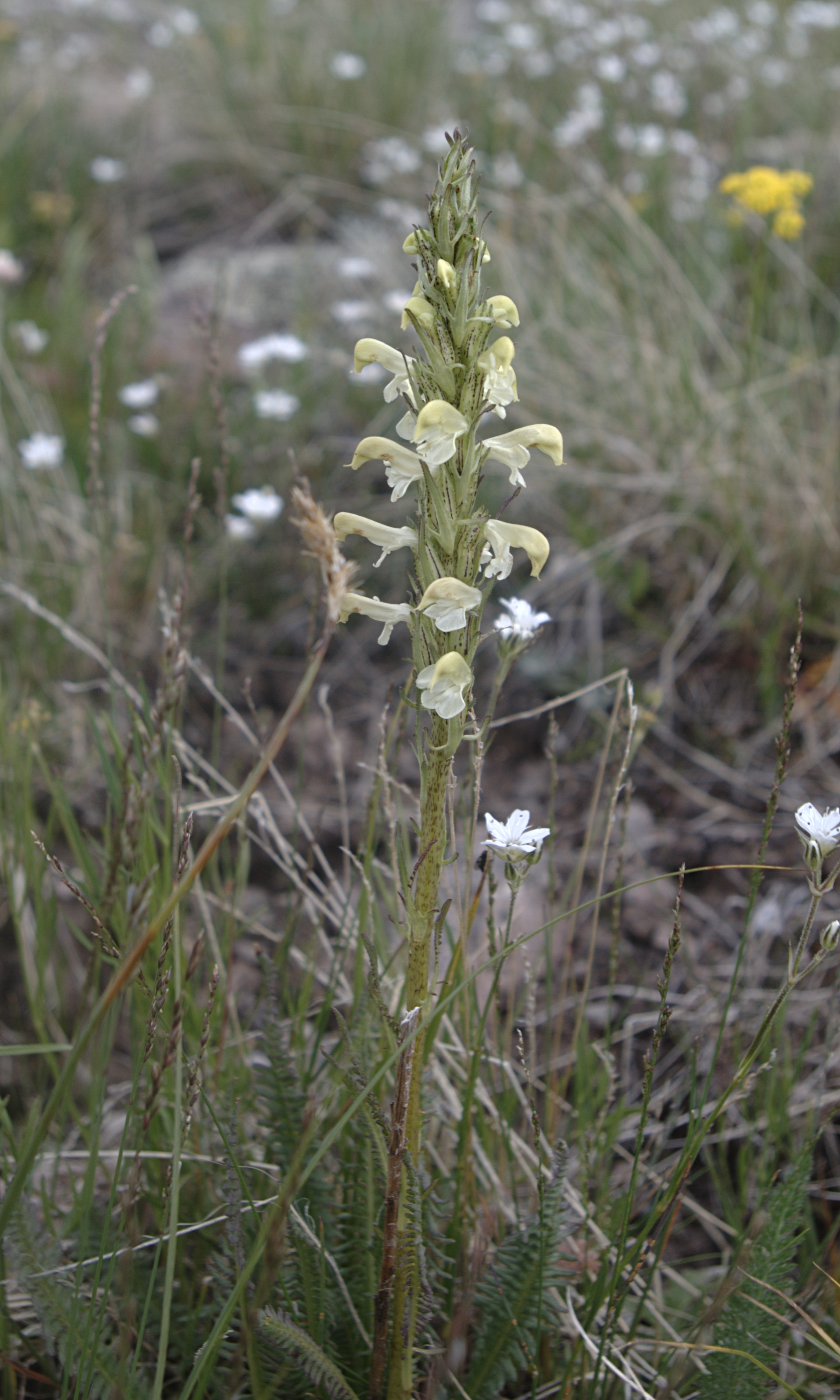
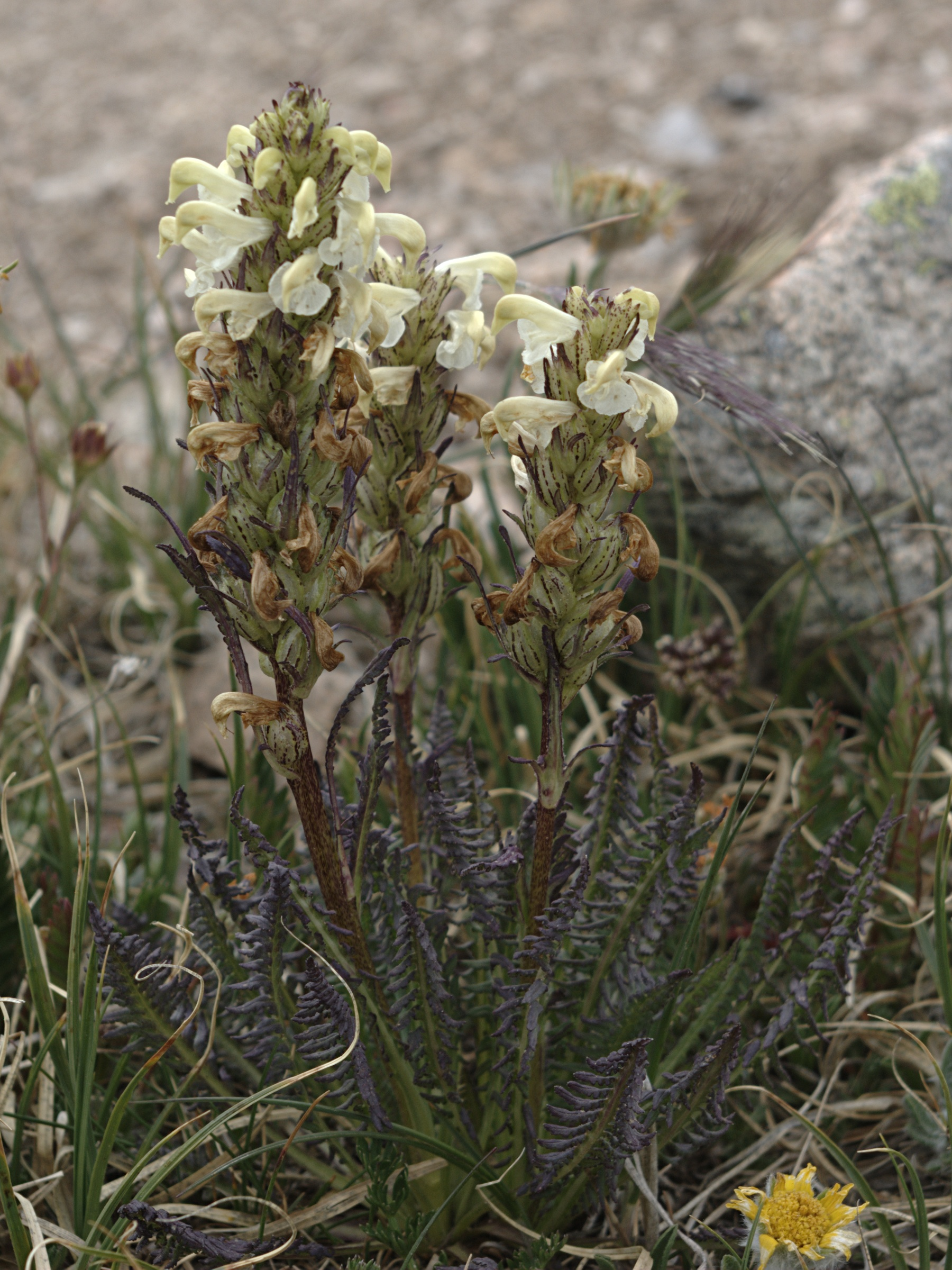